# Общество Красного Полумесяца Исламской Республики Иран
Общество Красного Полумесяца Исламской Республики Иран (перс. جمعیت هلال احمر جمهوری اسلامی ایران‎)— иранская некоммерческая организация и член Международного движения Красного Креста и Красного Полумесяца. Действует в Иране, а в некоторых случаях и в других частях мира, с гуманитарной направленностью. Красный Полумесяц в соответствии со своими международными обязанностями в Международном комитете Красного Креста (МККК) должен помогать с эвакуацией жертвам таких катастроф, как наводнения, землетрясения и войны и т. д. как внутри страны, так и за её пределами. Номер спасательной службы и службы помощи Красного Полумесяца — 112. В Красном Полумесяце Исламской Республики Иран имеется несколько подорганизаций, которые охватывают широкий спектр медицинских, здравоохранительных, образовательных и гуманитарных услуг.

## История

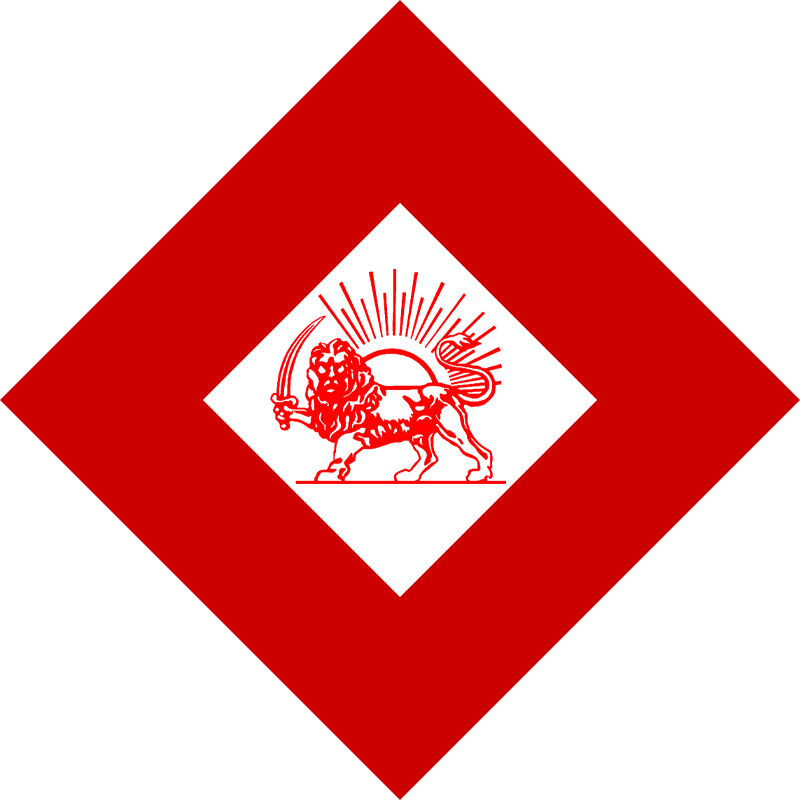
Эмблема общества Красного льва и солнца Ирана

В 1923 году Иран добился независимости и установления национальной власти, но использовать знаки красного креста или полумесяца не стал, а выбрал льва и солнце в качестве своих национальных символов. Знак льва и солнца был одобрен на женевской конференции в 1929 году в качестве третьего международно признанного значка. С тех пор три знака — красный крест, красный полумесяц, лев и солнце были признаны официальными и международными символами и, наконец, в 1949 году в контексте Женевской конференции было официально закреплено использование трех эмблем — креста, полумесяца и льва с солнцем под защитой международного гуманитарного права.
После победы Исламской революции и в 1981 году правительство Ирана, отправив письмо швейцарскому правительству как ответственному за Женевские конвенции, объявило, что оно приостановит использование эмблемы солнца со львом и вместо этого примет знак красного полумесяца. С тех пор общество Красного льва и солнца Ирана было переименовано в общество Красного Полумесяца Исламской Республики Иран.